# Universidad Nacional Yang Ming Chiao Tung
La Universidad Nacional Yang Ming Chiao Tung（chino tradicional: 國立陽明交通大學） es una universidad nacional en Taiwán. En la actualidad, hay 19 escuelas, 74 centros de investigación de nivel universitario / universitario y 1 hospital.

## Historia
La universidad fue fundada el 1 de febrero de 2021 a partir de la fusión de la Universidad Nacional Yang Ming y la Universidad Nacional Chiao Tung.